# Lista de monarcas da Polônia

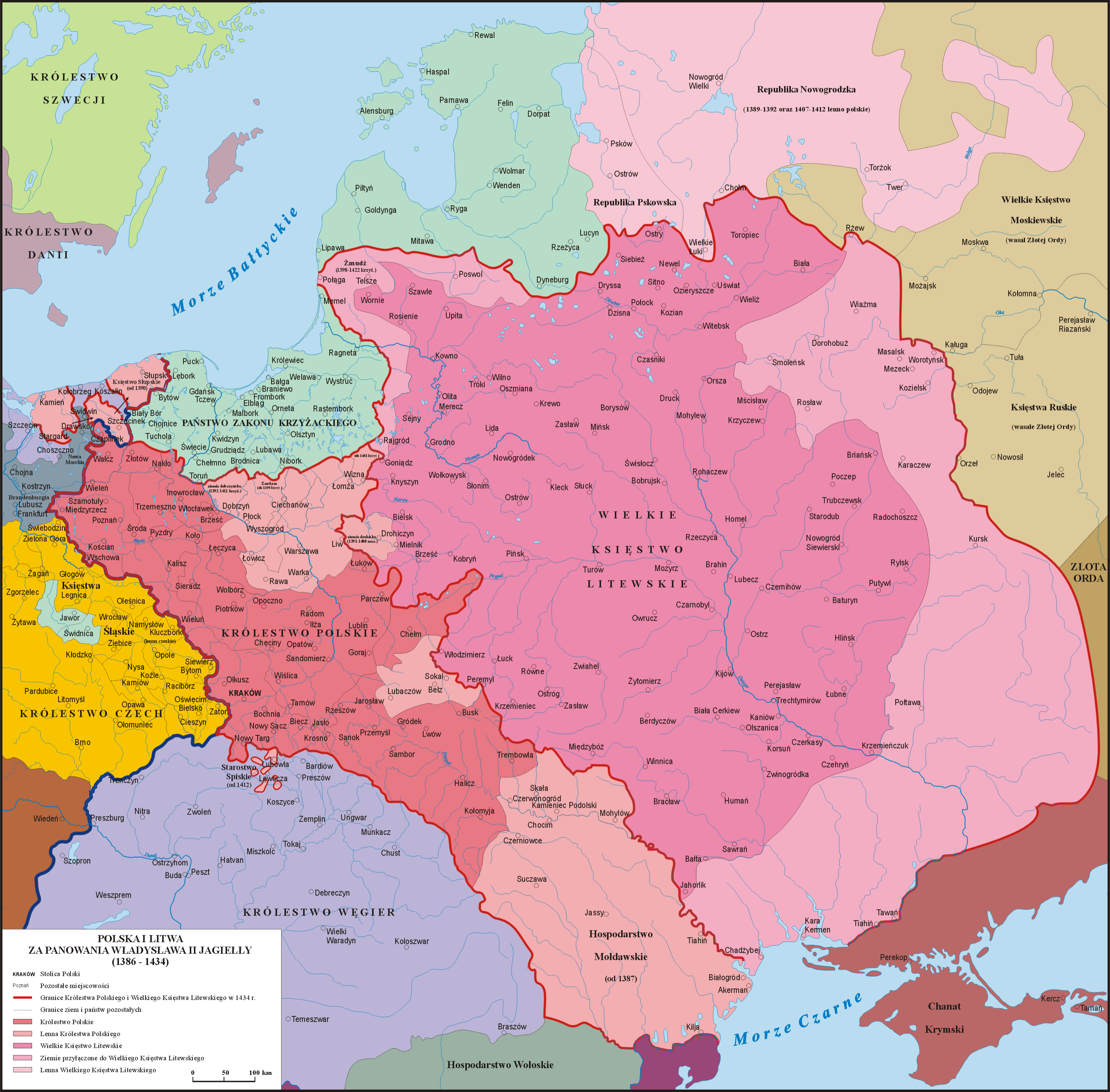
Mapa do Reino da Polônia e do Grão-Ducado da Lituânia (1386–1434)

Governantes da Polônia — a lista inclui os príncipes e reis da Polônia. A primeira dinastia governante histórica da Polônia foi a dos Piastas, que governaram desde a criação do Estado polonês (c. 900) até 1370, com uma pequena pausa para o reinado dos Premislidas (1291–1306). De 1138 a 1320, houve uma divisão distrital, quando o poder sobre as terras polonesas pertenceu simultaneamente a vários príncipes Piastas independentes. De 1370 a 1399, reinaram dois monarcas da dinastia Angevina e, de 1386 a 1572, monarcas da dinastia jaguelônica.
Desde a conclusão da União de Lublin (1569), todo rei recém-coroado da Polônia tornou-se governante da Lituânia ex officio e nunca foi elevado ao Grão-Ducado da Lituânia.
De 1573 até a queda da República das Duas Nações em 1795 (a Terceira Partição da Polônia), os governantes foram eleitos por voto livre. Em 1661, o papa Alexandre VII concedeu ao rei João II Casimiro Vasa e a seus sucessores o título de rex orthodoxus. A Constituição de 3 de maio (1791), a Constituição do Ducado de Varsóvia (1807) e a Confederação Geral do Reino da Polônia (1812) previram a restauração do trono hereditário e a colocação da dinastia Wettin no trono. Após o Congresso de Viena, o título de reis da Polônia foi levado pelos imperadores russos da dinastia Romanov. Em 1831, o Sejm destronou Nicolau I, embora o Sejm não tenha reconhecido essa decisão, pois a Constituição não previa a possibilidade de destronar um rei. Depois que o exército polonês foi derrotado e a revolta pacificada, os Romanovs continuaram a usar o título de Rei da Polônia até o colapso da monarquia na Rússia.

## Ancestrais lendários (VIII-IX)
Dos dois ancestrais diretos de Siemowit, conhecidos apenas pelos relatos de Galo Anônimo, sua historicidade não foi confirmada.
| Imagem | Nome      | Período de reinado | Informações adicionais                                                                           |
| ------ | --------- | ------------------ | ------------------------------------------------------------------------------------------------ |
|        | Chościsko | desconhecido       | Pai de Piasto, tataravô de Miecislau I Membro lendário da tribo dos polanos                      |
|        | Piasto    | desconhecido       | Lendário fundador da dinastia piasta. Filho de Chościsko, pai de Siemowit. Bisavô de Miecislau I |

## Dinastia Piasta (até 1296)

### Governantes discutíveis (séculos IX e X)
Os três predecessores imediatos de Miecislau I são conhecidos apenas pelos relatos de Galo Anônimo. A sua historicidade permaneceu controversa durante muito tempo, mas atualmente a literatura tende a aceitar a lista de governantes fornecida por Galo como consistente com a realidade. A sua historicidade também é apoiada por estudos dendrocronológicos de cidades e fortalezas desse período.
| Imagem | Nome      | Período do reinado | Informações adicionais           |
| ------ | --------- | ------------------ | -------------------------------- |
|        | Siemowit  | IX — X (?)         | governante discutível da Polônia |
|        | Lestek    | X (?)              | governante discutível da Polônia |
|        | Siemomysł | X                  | governante discutível da Polônia |

### Príncipes e reis (até 1138)
O primeiro governante da Polônia mencionado por fontes contemporâneas foi Miecislau I. Dos governantes da Polônia da dinastia Piasta que reinaram entre 960 e 1138, três foram coroados: em 1025, Boleslau I, o Bravo; no mesmo ano, Miecislau II Lamberto; e em 1076, Boleslau II, o Tímido.
Segundo Cosme de Praga, em 1085 o imperador Henrique IV concedeu a Bratislau II, então governante da Boêmia, o título de Rei da Polônia; no entanto, essa informação é rejeitada pela maioria dos estudiosos.
| Imagem | Nome                             | Período do reinado | Informações adicionais |
| ------ | -------------------------------- | ------------------ | --- |
|        | Miecislau I                      | aprox. 960–992     | 4.º príncipe polano Primeiro governante da Polônia mencionado por fontes contemporâneas. |
|        | Boleslau I, o Bravo              | 992–1025           | 1.º rei da Polônia. Príncipe da Boêmia. |
|        | Miecislau II Lamberto            | 1025–1031          | 2.º rei da Polônia. |
|        | Besprim                          | 1031–1032          | Príncipe da Polônia. |
|        | Miecislau II Lamberto            | 1032–1033          | Fontes alemãs afirmam que Miecislau II Lamberto renunciou à coroa em 1032. Nas fontes polonesas, ele foi intitulado rei até sua morte. Otto morreu de morte natural em 1033 ou foi secretamente assassinado por seu escudeiro. Dytryk, por outro lado, provavelmente foi exilado do país no mesmo ano. |
|        | Otto Bolesławowic                | 1032–1033          | Fontes alemãs afirmam que Miecislau II Lamberto renunciou à coroa em 1032. Nas fontes polonesas, ele foi intitulado rei até sua morte. Otto morreu de morte natural em 1033 ou foi secretamente assassinado por seu escudeiro. Dytryk, por outro lado, provavelmente foi exilado do país no mesmo ano. |
|        | Dytryk                           | 1032–1033          | Fontes alemãs afirmam que Miecislau II Lamberto renunciou à coroa em 1032. Nas fontes polonesas, ele foi intitulado rei até sua morte. Otto morreu de morte natural em 1033 ou foi secretamente assassinado por seu escudeiro. Dytryk, por outro lado, provavelmente foi exilado do país no mesmo ano. |
|        | Miecislau II Lamberto            | 1033–1034          | Após a morte de Otto e o exílio do irmão de seu tio, Dytryk, Miecislau II Lamberto reuniu todo o poder na Polônia em suas mãos. |
|        | Casimiro I, o Restaurador        | 1034–1058          | Devido à falta de fontes, não se sabe ao certo quem estava no poder entre 1034 e 1037, pois Casimiro teve que deixar o país durante esse período. Os cronistas medievais preencheram essa lacuna com Boleslau, o Esquecido, mas desde o final do século XIX seu personagem é considerado uma invenção. O reinado real de Casimiro ocorreu a partir de 1039 ou 1040 e durou até sua morte em 1058.                                                                                      |
|        | Boleslau II, o Generoso (Ousado) | 1058–1079          | 3.º rei da Polônia Coroado em 1076 |
|        | Ladislau I Hermano               | 1079–1086          | Após a morte de Casimiro I, o Restaurador, ele governou a Mazóvia como vassalo de Boleslau II, o Generoso. |
|        | Ladislau I Hermano               | 1086–1089          | Em 1086, foi feito um acordo político entre Ladislau I, o Santo (rei da Hungria) e Ladislau I Hermano, pelo qual Mieszko Bolesławowic recebeu o distrito da Pequena Polônia e Ladislau I Hermano manteve a supremacia. Em 1089, por iniciativa de Sieciech e Judith Maria, Mieszko Bolesławowic foi envenenado e o primeiro filho de Hermano (Zbigniew) foi enviado para um mosteiro na Saxônia, permitindo que Boleslau, o Boca Torta, assumisse o trono depois de seu pai no futuro. |
|        | Mieszko Bolesławowic             | 1086–1089          | Em 1086, foi feito um acordo político entre Ladislau I, o Santo (rei da Hungria) e Ladislau I Hermano, pelo qual Mieszko Bolesławowic recebeu o distrito da Pequena Polônia e Ladislau I Hermano manteve a supremacia. Em 1089, por iniciativa de Sieciech e Judith Maria, Mieszko Bolesławowic foi envenenado e o primeiro filho de Hermano (Zbigniew) foi enviado para um mosteiro na Saxônia, permitindo que Boleslau, o Boca Torta, assumisse o trono depois de seu pai no futuro. |
|        | Ladislau I Hermano               | 1089–1098          | Em 1089, após o envenenamento de Mieszko Boleslawovic, Ladislau I Hermano tornou-se novamente o único governante da Polônia. |
|        | Ladislau I Hermano               | 1098–1102          | Em 1098, os filhos de Ladislau (Zbigniew e Boleslau III, o Boca Torta), com o apoio dos magnatas, derrubaram Sieciech e forçaram seu pai a dividir o Estado em distritos. Zbigniew recebeu a Grande Polônia, Cujávia e as Terras de Sieradz-Łęczyca, e Boleslau recebeu a Pequena Polônia e a Silésia, enquanto Ladislau manteve a Mazóvia para si, juntamente com a autoridade suprema sobre todos os principados.                                                                    |
|        | Zbigniew                         | 1098–1102          | Em 1098, os filhos de Ladislau (Zbigniew e Boleslau III, o Boca Torta), com o apoio dos magnatas, derrubaram Sieciech e forçaram seu pai a dividir o Estado em distritos. Zbigniew recebeu a Grande Polônia, Cujávia e as Terras de Sieradz-Łęczyca, e Boleslau recebeu a Pequena Polônia e a Silésia, enquanto Ladislau manteve a Mazóvia para si, juntamente com a autoridade suprema sobre todos os principados.                                                                    |
|        | Boleslau, o Boca Torta           | 1098–1102          | Em 1098, os filhos de Ladislau (Zbigniew e Boleslau III, o Boca Torta), com o apoio dos magnatas, derrubaram Sieciech e forçaram seu pai a dividir o Estado em distritos. Zbigniew recebeu a Grande Polônia, Cujávia e as Terras de Sieradz-Łęczyca, e Boleslau recebeu a Pequena Polônia e a Silésia, enquanto Ladislau manteve a Mazóvia para si, juntamente com a autoridade suprema sobre todos os principados.                                                                    |
|        | Zbigniew                         | 1102–1107          | Príncipe da Grande Polônia, Mazóvia e Cujávia de 1102 a 1107. |
|        | Boleslau, o Boca Torta           | 1102–1107          | Príncipe da Pequena Polônia, Silésia e Sandomierz entre 1102 e 1107. |
|        | Boleslau, o Boca Torta           | 1107–1138          | Príncipe da Pequena Polônia, Silésia e Sandomierz de 1102 a 1107, Príncipe da Polônia de 1107 a 138. |

### Príncipes superiores (até 1227)
O Ato de Sucessão de Boleslau III, o Boca Torta, iniciou um período de desintegração na Polônia. O mais importante dos príncipes deveria ser o governante do distrito sênior (dentro de suas fronteiras estava situada a capital do Estado, Cracóvia), que, ao mesmo tempo era — conforme o princípio da antiguidade — o mais velho da família. Esse princípio foi enfraquecido já em 1146 com a expulsão de Ladislau II, o Exilado, e entrou em colapso como resultado da decisão do Congresso em Łęczyca em 1180, embora ainda no século XIII alguns pretendentes ao distrito de Cracóvia reivindicassem seus direitos em virtude de serem os mais velhos da família. O princípio da soberania do Príncipe de Cracóvia sobre todo o Estado (princípio do principado) permaneceu em vigor até a morte em Gąsawa, em 1227, do príncipe Lesco I, o Branco. A partir de então, a fragmentação das terras polonesas progrediu gradualmente, associada ao fortalecimento do separatismo dos principados distritais.
| Imagem | Nome                          | Período do reinado | Informações adicionais |
| ------ | ----------------------------- | ------------------ | --- |
|        | Ladislau II, o Exilado        | 1138–1146          | Príncipe da Silésia 1138–1146. |
|        | Boleslau IV, o Encaracolado   | 1146–1173          | Príncipe de Mazóvia 1138–1173, Silésia 1146–1163. |
|        | Miecislau III, o Velho        | 1173–1177          | Pela primeira vez. Príncipe da Grande Polônia em 1138–1179, 1182–1202. Devido ao excessivo fiscalismo e ao abuso de poder, eclodiu uma revolta entre os magnatas de Cracóvia, que ofereceram o trono a Boleslau, o Alto. |
|        | Casimiro II, o Justo          | 1177–1191          | Pela primeira vez. Príncipe de Wiślica 1166–1173, Sandomierz 1173–1194 e Mazóvia 1186–1194. Os magnatas da Cracóvia ofereceram o trono a Boleslau, o Alto, mas este não pôde assumi-lo devido à intervenção de Miecislau, Pernas Tortas, de modo que Casimiro foi proclamado príncipe.                                                                 |
|        | Miecislau III, o Velho        | 1191–1191          | Pela segunda vez. Aproveitando-se da traição do castelão de Cracóvia, Henryk Kietlicz, ele assumiu o trono. |
|        | Casimiro II, o Justo          | 1191–1194          | Pela segunda vez. Casimiro recapturou Cracóvia com a ajuda dos príncipes rutenos. |
|        | Lesco I, o Branco             | 1194–1198          | Pela primeira vez. Juvenil, regra de regência da mãe. |
|        | Miecislau III, o Velho        | 1198–1199          | Pela terceira vez. Ele recuperou o poder por meio de um acordo com Helena Znojemska em troca do retorno da Cujávia e do reconhecimento de Lesco, o Branco, como seu sucessor. |
|        | Lesco I, o Branco             | 1199–1199          | Pela segunda vez. Em 1199, o voivoda de Cracóvia, Nicolau, e o bispo Pełka removeram Miecislau do trono, mas um acordo foi firmado entre eles no final daquele ano. |
|        | Miecislau III, o Velho        | 1199–1202          | Pela quarta vez. Em 1199, o voivoda de Cracóvia, Nicolau, e o bispo Pełka removeram Miecislau do trono, mas um acordo foi firmado entre eles no final daquele ano. |
|        | Ladislau III, o Pernas Largas | 1202–1206          | Pela primeira vez. Príncipe da Grande Polônia 1202-1220. O voivoda de Cracóvia, Nicolau, exigiu a remoção do voivoda de Sandomierz, Gowork, e diante da recusa de Lesco I, Nicolau proclamou Ladislau III, o Pernas Largas como príncipe. |
|        | Lesco I, o Branco             | 1206–1210          | Pela terceira vez. Após a morte do voivoda Nicolau, os poderosos proclamaram Lesco como príncipe. |
|        | Miecislau IV, o Perna Torta   | 1210–1211          | O Papa Inocêncio III, a pedido do príncipe da Silésia, decidiu restaurar o princípio da antiguidade sob a ameaça de uma maldição, e Miecislau foi à frente de um exército para Cracóvia, onde lhe foi permitida a entrada. Príncipe de Racibórz 1173–1211, Príncipe de Opole 1202–1211.                                                                |
|        | Lesco I, o Branco             | 1211–1225          | Pela quarta vez. Após a morte de Miecislau, Lesco voltou para Cracóvia. |
|        | Henrique I, o Barbudo         | 1225–1225          | Pela primeira vez. Quando, após sua derrota para os prussianos, Lesco, o Branco, aplicou medidas repressivas contra os membros da Casa de Grifo responsáveis pela derrota, eles responderam em 1225 (na ausência do príncipe Lesco, o Branco, em Cracóvia) convocando Henrique I, o Barbudo, para o trono de Cracóvia. Príncipe da Silésia desde 1201. |
|        | Lesco I, o Branco             | 1225–1227          | Pela quinta vez. O conflito de curta duração com Henrique I, o Barbudo, terminou com a conclusão da paz, a retirada do príncipe da Silésia de Cracóvia e, ao mesmo tempo, a expulsão dos Grifos da Pequena Polônia. Após a morte de Lesco, o Branco, o princípio da soberania do príncipe de Cracóvia sobre a Polônia entrou em colapso.               |

### Príncipes da Cracóvia (até 1291)
| Imagem | Nome                          | Período do reinado | Informações adicionais |
| ------ | ----------------------------- | ------------------ | --- |
|        | Ladislau III, o Pernas Largas | 1228–1229          | Pela segunda vez. Em virtude de um acordo de sucessão com Lesco, o Branco. De 1228 a 1229, Henrique I, o Barbudo, governou o distrito sênior em seu lugar. |
|        | Conrado I da Mazóvia          | 1229–1232          | Pela primeira vez. Ele tomou Cracóvia pela força das armas. Ele só assumiu o título de príncipe da Cracóvia após a morte de Ladislau III, o Pernas Largas. Príncipe da Mazóvia a partir de 1202. |
|        | Henrique I, o Barbudo         | 1232–1238          | Pela segunda vez. Assumiu o trono com o apoio dos poderosos. Príncipe da Silésia a partir de 1201. |
|        | Henrique II, o Piedoso        | 1238–1241          | Assumiu o trono como sucessor de seu pai. Príncipe da Silésia a partir de 1238. |
|        | Boleslau II, o Calvo          | 1241–1241          | Ele assumiu o trono como sucessor de seu pai. Príncipe da Silésia. |
|        | Conrado I da Mazóvia          | 1241–1243          | Pela segunda vez. Ele tomou Cracóvia pela força das armas. |
|        | Boleslau V, o Casto           | 1243–1279          | Nomeado para o trono pelos poderosos. |
|        | Lesco II, o Negro             | 1279–1288          | Ele herdou o trono em virtude do acordo de sucessão com Boleslau, o Casto. Príncipe de Sieradz e Łęczyca. |
|        | Boleslau II da Mazóvia        | 1288–1288          | Pela primeira vez. Príncipe da Mazóvia e Sandomierz. Convocado para o trono da Cracóvia pelo bispo de Cracóvia, Paweł de Przemankowo, e pelos nobres da Pequena Polônia. Mais tarde naquele ano, ele foi expulso de Cracóvia por Henrique IV, o Justo. |
|        | Henrique IV, o Justo          | 1288–1289          | Pela primeira vez. Príncipe da Breslávia desde 1270, ele retornou à Silésia após capturar Cracóvia em 1288. No entanto, o príncipe Boleslau II da Mazóvia não desistiu de Cracóvia. Em 26 de fevereiro de 1289, o exército de Henrique IV, o Justo foi derrotado pelas forças de Boleslau II e seus aliados. A Cracóvia foi novamente tomada por Boleslau VII Siemowitowicz.                       |
|        | Boleslau II da Mazóvia        | 1289 – 1289        | Pela segunda vez. Boleslau II da Mazóvia, após derrotar Henrique IV, o Justo em Siewierz, ocupou Cracóvia. No verão de 1289, ele fez um tratado com seu irmão, Conrado II de Czersk, dando-lhe Sandomierz em troca de assistência armada. Essa medida provocou um clamor dos poderosos da Pequena Polônia, que exilaram Boleslau e reconduziram Ladislau I, o Breve, ao trono.                     |
|        | Ladislau I, o Breve           | 1289–1289          | Pela primeira vez.. Os nobres da Pequena Polônia, insatisfeitos com o governo de Boleslau II da Mazóvia, nomearam Ladislau I, o Breve para o trono, mas foi expulso dele já em agosto de 1289 por Henrique IV, o Justo. Segundo a lenda, Ladislau, o Breve, fugiu da cidade disfarçado de monge e, com a ajuda dos franciscanos de Cracóvia, o exército do príncipe da Breslávia entrou na cidade. |
|        | Henrique IV, o Justo          | 1289–1290          | Pela segunda vez. Henrique IV, o Justo recuperou o poder em Cracóvia. O bispo de Cracóvia, Paweł de Przemankowo, que apoiava Ladislau I, o Breve, foi preso pelo príncipe da Breslávia. Ladislau I, o Breve conseguiu manter o trono ducal em Sandomierz. |
|        | Premislau II                  | 1290–1291          | Assumiu o trono como resultado do testamento de Henrique IV, o Justo. Príncipe de Poznań desde 1273, da Grande Polônia desde 1279 e de Gdańsk desde 1294. |

### Rei da Polônia (1295–1296)
Premislau II perdeu seu poder no Ducado de Cracóvia. Em 1295, ele foi coroado rei da Polônia, embora, na realidade, isso o tornasse rei apenas da Grande Polônia e da Pomerânia de Gdansk. Ele morreu em 1296.
| Imagem | Nome         | Período do reinado | Informações adicionais                                                                                  |
| ------ | ------------ | ------------------ | --- |
|        | Premislau II | 1295–1296          | 4.º rei da Polônia.. Príncipe de Poznań desde 1273, da Grande Polônia desde 1279, de Gdańsk desde 1294. |

## Dinastia Premislida (1291–1306)
Em 1291, o Ducado de Cracóvia caiu nas mãos do rei da Boêmia, Venceslau II. Em 1292, ele ocupou o principado de Sandomierz e, em 1299, também a Grande Polônia e a Pomerânia de Gdansk.

### Príncipes de Cracóvia (1291–1305)
| Imagem | Nome         | Período do reinado | Informações adicionais |
| ------ | ------------ | ------------------ | ---------------------- |
|        | Venceslau II | 1291–1305          | Genro de Premislau II. |

### Reis da Polônia (1300–1306)
Em 1300, Venceslau II foi coroado rei da Polônia pelo arcebispo de Gniezno, Jakub Swinka.
Venceslau II morreu em 21 de junho de 1305 e seu filho Venceslau III assumiu o reinado depois dele. No entanto, em 4 de agosto de 1306, ele foi assassinado enquanto se preparava para uma expedição à Polônia. Em setembro do mesmo ano, a Cracóvia ficou nas mãos de Ladislau I, o Breve.
| Imagem | Nome          | Período do reinado | Informações adicionais   |
| ------ | ------------- | ------------------ | ------------------------ |
|        | Venceslau II  | 1300–1305          | 5.º Rei da Polônia       |
|        | Venceslau III | 1305–1306          | Ele nunca foi à Polônia. |

Em novembro de 1335, no Congresso de Visegrado, João de Luxemburgo renunciou à sua reivindicação à coroa polonesa em troca de 20 mil copeques de centavos de Praga.

## Dinastia Piasta (1306–1370)
Em 1306, Ladislau I, o Breve, da linhagem cujaviana dos piastas, que já havia capturado o principado de Sandomierz, tornou-se Príncipe de Cracóvia. Em 1314, ele assumiu o controle da Grande Polônia. Em 20 de janeiro de 1320, foi coroado rei da Polônia.
| Imagem | Brasão | Nome                   | Período do reinado | Informações adicionais |
| ------ | ------ | ---------------------- | ------------------ | ---------------------- |
|        |        | Ladislau I, o Breve    | 1306–1333          | 6.º rei da Polônia.    |
|        |        | Casimiro III, o Grande | 1333–1370          | 7.º rei da Polônia.    |

## Dinastía Angevina (1370–1399)
Em 1370, Casimiro III, o Grande, rei da Polônia, morreu, sem deixar descendência masculina legítima. Segundo acordos anteriores, o sobrinho do falecido, Luís, o Húngaro, tornou-se o próximo governante.
Luís morreu em 1382, sem deixar descendentes do sexo masculino. De acordo com acordos anteriores, o trono polonês deveria ir para uma de suas filhas. Por fim, a mais jovem, Edviges, tornou-se a governante em 1384.
| Imagem | Brasão | Nome                 | Período do reinado | Informações adicionais                                 |
| ------ | ------ | -------------------- | ------------------ | ------------------------------------------------------ |
|        |        | Luís, o Húngaro      | 1370–1382          | 8.º rei da Polônia.. Rei da Hungria.                   |
|        |        | Dobiesław Kurozwęcki | 1382–1384          | Regente                                                |
|        |        | Edviges I Angevina   | 1384–1399          | 9.º Rei da Polônia. Corregente de Ladislau II Jagelão. |

## Dinastia Jaguelônica (1386–1572)
No outono de 1384, Edviges I Angevina chegou à Polônia vinda da Hungria, onde, em 16 de outubro daquele ano, em Cracóvia, foi coroada rei da Polônia por Bodzęta, arcebispo de Gniezno. Em vista de sua menoridade, as rédeas do governo do Estado foram mantidas pelos nobres da Pequena Polônia, que estavam em contato com sua mãe, Isabel da Bósnia, mas nenhum regente foi nomeado, porque, como Jan Długosz escreve: tudo o que ela dizia ou fazia marcava sua idade avançada com solenidade.
Em 1386, Ladislau II Jagelão, grão-duque da Lituânia, tornou-se rei da Polônia ao lado de Edviges I Angevina. A dinastia jaguelônica fundada por ele governou a Polônia e a Lituânia até 1572. Ele não tinha direito a um governo hereditário, portanto, as nomeações subsequentes como rei foram feitas com base em uma “eleição livre” — contra a última vontade de Casimiro, o Grande (na ausência de um descendente legal, o poder hereditário deveria ser revertido para o próximo na linha de sucessão, um Piasta), imposta pela quarta esposa de Ladislau II Jagelão, Sofia Holszanska, com quem ele teve filhos (os filhos de casamentos anteriores morreram cedo), segundo a qual, após a morte do antecessor, o primeiro a ser indicado era o filho e, depois, o marido da filha.
A família jaguelônica nomeou Ana Jagelão como “infanta” (herdeira da família) (mais tarde Rei da Polônia) e, depois — após a morte de seu marido Estêvão — a rainha Ana Jagelão passou o trono da República para o filho de sua irmã, Catarina Jagelão, Sigismundo III Vasa, também com base em uma “eleição livre”. Durante o reinado dessa dinastia, a Polônia e a Lituânia foram unidas por uma união pessoal (o governante do Grão-Ducado da Lituânia também foi eleito rei da Polônia), transformada em 1569 em uma união real — devido à extinção da linha masculina de sucessores legítimos e pretendentes à coroa polonesa.
Entre 1444 e 1447, a Polônia não teve rei. Inicialmente contando com a possibilidade do retorno de Ladislau III de Varna, seu irmão Casimiro IV Jagelão travou dois anos de negociações com os senhores poloneses, principalmente em relação à natureza da união polonesa-lituana. Por fim, chegaram a um acordo, e Casimiro IV Jagelão foi coroado rei da Polônia em 25 de junho de 1447.
| Imagem | Brasão | Nome                  | Período do reinado | Informações adicionais                                                          |
| ------ | ------ | --------------------- | ------------------ | ------------------------------------------------------------------------------- |
|        |        | Ladislau II Jagelão   | 1386–1434          | 10.º Rei da Polônia Príncipe Supremo da Lituânia, Grão-Duque da Lituânia        |
|        |        | Ladislau III de Varna | 1434–1444          | 11.º Rei da Polônia Rei da Hungria, Príncipe Supremo da Lituânia                |
|        |        | Zbigniew Oleśnicki    | 1444–1447          | Regente                                                                         |
|        |        | Casimiro IV Jagelão   | 1447–1492          | 12.º Rei da Polônia Grão-Duque da Lituânia.                                     |
|        |        | João I Alberto        | 1492–1501          | 13.º Rei da Polônia Príncipe de Głogów                                          |
|        |        | Alexandre Jagelão     | 1501–1506          | 14.º Rei da Polônia Grão-Duque da Lituânia.                                     |
|        |        | Sigismundo I, o Velho | 1506–1548          | 15.º Rei da Polônia Grão-Duque da Lituânia.                                     |
|        |        | Sigismundo II Augusto | 1548–1572          | 16.º Rei da Polônia Grão-Duque da Lituânia, corregente de Sigismundo I, o Velho |

## Governantes eleitos (1573–1795)
De 1573 a 1795, a Polônia (a Coroa), que, juntamente com a Lituânia, formava a República das Duas Nações, foi governada por reis eleitos por voto livre.
Nos períodos entre a morte do monarca e a eleição de um sucessor, o poder era exercido pelo Interrex. Desde 1572, a função de interregno tradicionalmente cabia ao Arcebispo de Gniezno e Primaz da Polônia da Igreja Católica Romana. O arcebispo podia nomear um substituto (tradicionalmente, ele escolhia o bispo da Cujávia).
O interrex representaria o país no cenário internacional e supervisionaria a administração interna até que um novo rei fosse eleito. Em circunstâncias especiais, ele podia declarar guerra e negociar a paz. Ele convocava e presidia o sejm de convocação e o sejm de eleição, a reunião da nobreza que elegia o rei. Ele também anunciava a eleição do rei.
Ana Jagelão foi eleita rei da Polônia e grão-duque da Lituânia em uma eleição livre em 13 de dezembro de 1575 na Praça da Cidade Velha, em Varsóvia; finalmente, um dia depois, um partido da nobreza liderado por Jan Zamoyski a reconheceu como o rei “Piasta”, “designando-lhe como cônjuge” o príncipe da Transilvânia Estêvão Batory.
Houve várias eleições duplas ao longo dos anos:
- Em 12 de dezembro de 1575, o partido dos Habsburgos elegeu o Imperador Maximiliano II Habsburgo como rei, mas no final seu desafiante, Estêvão Batory, foi eleito rei. O próprio Maximiliano morreu pouco tempo depois, em 12 de outubro de 1576.
- Em 19 de agosto de 1587, a maioria apoiou Sigismundo III Vasa, mas três dias depois Jakub Vorontsky, bispo de Kiev, apoiado por um grupo de magnatas, proclamou Maximiliano III Habsburgo rei. Este último jurou o pacta conventa em 27 de setembro do mesmo ano. Ele foi derrotado na Batalha de Byczyna, e pelo Tratado de Bytom-Będzin. Em 9 de março de 1589, ele renunciou ao título de rei da Polônia.
- Em 27 de junho de 1697, o Primaz Michał Stefan Radziejowski proclamou Francisco Luís, Príncipe de Conti, Rei da Polônia, enquanto o interrex usurpador, Bispo da Cujávia, Stanisław Kazimierz Dąmbski, proclamou Augusto II, o Forte. No final, Augusto tornou-se governante, enquanto os partidários de Conti o reconheceram como rei em 21 de maio de 1698 sob o Acordo de Łowicz.

Maximiliano II Habsburgo, Maximiliano III Habsburgo e Francisco Luís Conti foram omitidos da compilação de governantes poloneses.
| Imagem                                                                       | Brasão | Nome                           | Período do reinado | Informações adicionais |
| ---------------------------------------------------------------------------- | ------ | ------------------------------ | ------------------ | --- |
|                                                                              |        | Jakub Uchański                 | 1572–1573          | Bispo de Gniezno |
| Interrex                                                                     |        | Jakub Uchański                 | 1572–1573          | |
|                                                                              |        | Henrique III Valois            | 1573–1575          | Casa de Valois |
| Rei da Polônia, Rei da França.                                               |        | Henrique III Valois            | 1573–1575          | |
|                                                                              |        | Jakub Uchański                 | 1575–1576          | Bispo de Gniezno |
| Interrex                                                                     |        | Jakub Uchański                 | 1575–1576          | |
|                                                                              |        | Ana Jagelão                    | 1575–1586          | Dinastia jaguelônica |
| Rainha da Polônia. Ela governou em conjunto com seu marido (Estêvão Batory). |        | Ana Jagelão                    | 1575–1586          | |
|                                                                              |        | Estêvão Batory                 | 1576–1586          | Casa de Batory |
| Rei da Polônia, Príncipe da Transilvânia.                                    |        | Estêvão Batory                 | 1576–1586          | |
|                                                                              |        | Stanisław Karnkowski           | 1586–1587          | Bispo de Gniezno |
| Interrex                                                                     |        | Stanisław Karnkowski           | 1586–1587          | |
|                                                                              |        | Sigismundo III Vasa            | 1587–1632          | Dinastia de Vasa |
| Rei da Polônia, Rei da Suécia.                                               |        | Sigismundo III Vasa            | 1587–1632          | |
|                                                                              |        | Jan Wężyk                      | 1632–1633          | Bispo de Gniezno |
| Interrex                                                                     |        | Jan Wężyk                      | 1632–1633          | |
|                                                                              |        | Ladislau IV Vasa               | 1632–1648          | João II Casimiro Vasa |
| Rei da Polônia, Rei da Suécia, Czar da Rússia.                               |        | Ladislau IV Vasa               | 1632–1648          | |
|                                                                              |        | Maciej Łubieński               | 1648–1648          | Bispo de Gniezno |
| Interrex                                                                     |        | Maciej Łubieński               | 1648–1648          | |
|                                                                              |        | João II Casimiro Vasa          | 1648–1668          | Dinastia de Vasa |
| Rei da Polônia, Rei da Suécia. Abdicou.                                      |        | João II Casimiro Vasa          | 1648–1668          | |
|                                                                              |        | Mikołaj Jan Prażmowski         | 1668–1669          | Bispo de Gniezno |
| Interrex                                                                     |        | Mikołaj Jan Prażmowski         | 1668–1669          | |
|                                                                              |        | Miguel Korybut Wiśniowiecki    | 1669–1673          | Wiśniowiecki do brasão Korybut |
| Rei “Piasta”                                                                 |        | Miguel Korybut Wiśniowiecki    | 1669–1673          | |
|                                                                              |        | Kazimierz Florian Czartoryski  | 1673–1674          | Bispo de Gniezno |
| Interrex                                                                     |        | Kazimierz Florian Czartoryski  | 1673–1674          | |
|                                                                              |        | Andrzej Trzebicki              | 1674–1674          | A doença e subsequente morte do interrex, Kazimierz Florian Czartoryski, durante a eleição, fez com que ele fosse substituído pelo Bispo da Cracóvia         |
| Interrex                                                                     |        |                                |                    | |
|                                                                              |        | João III Sobieski              | 1674–1696          | Casa Sobieski |
| Rei “Piasta”                                                                 |        | João III Sobieski              | 1674–1696          | |
|                                                                              |        | Michał Stefan Radziejowski     | 1696–1697          | Bispo de Gniezno |
| Interrex                                                                     |        | Michał Stefan Radziejowski     | 1696–1697          | |
|                                                                              |        | Augusto II, o Forte            | 1697–1704          | Dinastia Wettin |
| Rei da Polônia, Príncipe da Saxônia. Abdicou.                                |        | Augusto II, o Forte            | 1697–1704          | |
|                                                                              |        | Mikołaj Stanisław Święcicki    | 1704–1705          | Bispo de Poznań, privado de jurisdição eclesiástica pelo papa e interrex na clandestinidade, Michał Radziejowski, foi substituído pelo bispo de Poznań [12]. |
| Interrex                                                                     |        | Mikołaj Stanisław Święcicki    | 1704–1705          | |
|                                                                              |        | Estanislau Leszczyński         | 1704–1709          | Leszczyńscy |
| Rei “Piasta”. Abdicou.                                                       |        | Estanislau Leszczyński         | 1704–1709          | |
|                                                                              |        | Augusto II, o Forte            | 1709–1733          | Dinastia Wettin |
| Rei da Polônia, Príncipe da Saxônia.                                         |        | Augusto II, o Forte            | 1709–1733          | |
|                                                                              |        | Teodor Andrzej Potocki         | 1733–1734          | Bispo de Gniezno |
| Interrex                                                                     |        | Teodor Andrzej Potocki         | 1733–1734          | |
|                                                                              |        | Estanislau Leszczyński         | 1733–1736          | Leszczyńscy |
| Rei “Piasta”. Príncipe da Lorena e Bar. Abdicou.                             |        | Estanislau Leszczyński         | 1733–1736          | |
|                                                                              |        | Augusto III                    | 1733–1763          | Dinastia Wettin |
| Rei da Polônia, Príncipe da Saxônia.                                         |        | Augusto III                    | 1733–1763          | |
|                                                                              |        | Władysław Aleksander Łubieński | 1763–1764          | Bispo de Gniezno |
| Interrex                                                                     |        | Władysław Aleksander Łubieński | 1763–1764          | |
|                                                                              |        | Estanislau Augusto Poniatowski | 1764–1795          | Poniatowscy |
| Rei “Piasta”. Abdicou.                                                       |        | Estanislau Augusto Poniatowski | 1764–1795          | |

A República das Duas Nações desapareceu do mapa da Europa como resultado das partições da Rússia, Prússia e Áustria. O último tratado de divisão foi assinado em 24 de outubro de 1795. Um mês depois, em 25 de novembro, o último rei da Polônia, Estanislau Augusto Poniatowski, abdicou em Grodno.

## Período de partição (1795–1918)
Entre 1772 e 1795, a República das Duas Nações desapareceu do mapa político da Europa, dividida gradualmente entre o Império Russo, o Reino da Prússia e a Monarquia dos Habsburgos. Os dois primeiros Tratados de Partição, como qualquer tratado de mudança de fronteiras, foram aprovados pelo Sejm polonês; a terceira partição, em vista da liquidação do Estado, não pôde ser aprovada pelo lado polonês, de modo que as partes do último tratado de partição, assinado em 24 de outubro de 1795, já eram exclusivamente os Estados partidores. Um mês depois, em 25 de novembro, o último rei da Polônia, Estanislau II Augusto, abdicou em Grodno. Conforme acordado pelos Estados em divisão e que permaneceu em vigor até a conclusão do Congresso de Viena em 1815, nenhum deles reivindicou a condição de sucessor legal da República das Duas Nações, e o título de Rei da Polônia foi abolido. Os governantes dos Estados em divisão acrescentaram à sua titulatura tradicional termos associados a terras nas fronteiras da antiga Comunidade:
- Os imperadores de Roma e, após 1806, os imperadores da Áustria (ao mesmo tempo, nos anos 1815–1866, presidentes da União Alemã) — usavam o título de rei da Galícia e Lodoméria, grão-duque de Cracóvia e príncipe de Oświęcim e Zator,
- Os imperadores da Rússia — ostentavam, entre outros, os títulos de grão-duque da Lituânia, da Volínia e da Podólia, duque da Livônia, da Curlândia, da Semigália, da Samogícia e de Białystok, e senhor e grão-duque de Polotsk, Vitebsk e Mstislávia, enquanto, após o Congresso de Viena, assumiram adicionalmente o título de rei da Polônia a partir de 1815, mantendo-o também após a liquidação real da subjetividade internacional do próprio Reino da Polônia em 1831 e a subsequente privação da maior parte de sua autonomia remanescente em 1874,
- Os reis da Prússia (ao mesmo tempo, de 1867 a 1871, presidentes da Confederação da Alemanha do Norte e, mais tarde, a partir de 1871, imperadores alemães) usaram o título de duque da Pomerânia, Cassúbia e senhor de Lębork e Bytów, além de usarem o título de grão-duque de Poznań a partir de 1815, após o Congresso de Viena, também após a liquidação de fato da autonomia do próprio ducado em 1849.

### Ducado de Varsóvia(1807–1815)
O Ducado de Varsóvia foi criado em 1807 a partir das terras da partição prussiana por Napoleão Bonaparte, após sua vitória sobre a Prússia. Em 1809, após a vitória da França e do Ducado sobre a Áustria, a Terceira Partição Austríaca foi anexada. Em 26 de junho de 1812, a Confederação Geral do Reino da Polônia proclamou o renascimento do Reino da Polônia, e Frederico Augusto aceitou a coroa de rei polonês. O ducado foi ocupado pelos russos de 1812 a 1815 e abolido no Congresso de Viena em 1815.
| Retrato | Brasão | Governante          | Datas do reinado | Informações adicionais                                                            | Dinastia |
| ------- | ------ | ------------------- | ---------------- | --------------------------------------------------------------------------------- | -------- |
|         |        | Frederico Augusto I | 1807–1815        | Eleitor da Saxônia 1763–1806 como Frederico Augusto III, Rei da Saxônia 1806–1827 | Wettin   |

### Reino da Polônia

#### União pessoal com a Rússia
O Reino da Polônia estava vinculado a uma união pessoal com o Império Russo, e os imperadores russos usavam o título de Rei da Polônia (em documentos em russo em russo: Царь Польский) e eram coroados em Varsóvia como resultado da união.
| Retrato | Brasão | Governante  | Datas do reinado | Informações adicionais | Dinastia |
| ------- | ------ | ----------- | ---------------- | --- | -------- |
|         |        | Alexandre I | 1815–1825        | Imperador da Rússia 1801–1825 | Romanov  |
|         |        | Nicolau I   | 1825–1831        | Imperador da Rússia de 1825 a 1855; coroado Rei da Polônia em 24 de maio de 1829 em Varsóvia, detronado pelo Sejm do Reino da Polônia em 25 de janeiro de 1831. | Romanov  |

#### União real com a Rússia após o Levante de Novembro
Os imperadores da Rússia ostentaram, entre outras coisas, o título de “Rei da Polônia” depois de 1831, até 1917. Após a abolição da separação do Reino da Polônia em 1831, a coroação como Rei da Polônia ocorreu na Rússia por ocasião da coroação como Imperador do Império e enfatizou a dependência da Rússia. O Reino da Polônia era uma parte autônoma da Rússia. A autonomia foi constantemente reduzida, especialmente em 1874, mas nunca foi formalmente abolida e o Reino tinha um sistema jurídico separado.
| Governante    | Retrato | Datas do reinado | Informações adicionais | Dinastia |
| ------------- | ------- | ---------------- | --- | -------- |
| Nicolau I     |         | 1831–1855        | Imperador da Rússia 1825–1855                                                                                                   | Romanov  |
| Alexandre II  |         | 1855–1881        | Imperador da Rússia 1855–1881                                                                                                   | Romanov  |
| Alexandre III |         | 1881–1894        | Imperador da Rússia 1881–1894                                                                                                   | Romanov  |
| Nicolau II    |         | 1894–1917        | Imperador da Rússia 1894–1917                                                                                                   | Romanov  |
| Miguel II     |         | 1917             | Alegado imperador da Rússia. Ele não aceitou o título imperial e abdicou em 16 de março de 1917 em favor do Governo Provisório. | Romanov  |

#### Reino da Polônia (1917–1918) dependente do Império Alemão e da Áustria-Hungria
Durante a Primeira Guerra Mundial, os territórios poloneses da divisão russa foram ocupados pelo Império Alemão e pela Áustria-Hungria, que, por meio de uma lei de 5 de novembro de 1916, declarou a criação do Reino da Polônia. De 12 de setembro de 1917 a 14 de novembro de 1918, o monarca e regente do Reino da Polônia, por meio da lei de 5 de novembro, foi substituído pelo Conselho de Regência, que, em sua Mensagem à Nação Polonesa de 7 de outubro de 1918, proclamou a independência polonesa, enquanto durante o período de coexistência do governo provisório do Reino da Polônia e do governo da república polonesa, o Conselho de Regência foi substituído a partir de 14 de novembro de 1918. O Conselho de Regência foi presidido pelo Comandante-em-Chefe Józef Piłsudski, até o Decreto do Comandante-em-Chefe de 22 de novembro de 1918 sobre a autoridade representativa suprema da República Polonesa, que estabeleceu o sistema republicano da Polônia renascida, bem como a organização e as competências dos órgãos provisórios da autoridade estatal até a constituição do Sejm Legislativo eleito em eleições democráticas, para as quais Piłsudski convocou simultaneamente eleições baseadas em uma lei de representação proporcional. O decreto entrou formalmente em vigor no dia em que foi publicado no Diário de Leis, ou seja, em 29 de novembro de 1918.
| Imagem | Brasão | Nome                 | Período do reinado | Informações adicionais |
| ------ | ------ | -------------------- | ------------------ | --- |
|        |        | Conselho de Regência | 1917 – 1918        | O Conselho era composto por: Aleksander Kakowski, Zdzisław Lubomirski, Józef Ostrowski |
|        |        | Józef Piłsudski      | 1918               | De 11 a 14 de novembro de 1918, ele exerceu o poder supremo com o Conselho de Regência como Comandante Supremo das Forças Armadas polonesas; depois, a partir de 14 de novembro, ele exerceu o poder supremo de forma independente, formalmente como Regente do Reino da Polônia, até a entrada em vigor, em 29 de novembro de 1918, do Decreto do Comandante Supremo de 22 de novembro de 1918 sobre a autoridade representativa suprema da República da Polônia. |